# William Prescott
William Prescott (* 20. Februar 1726 in Groton, Province of Massachusetts Bay, damals britische Kolonie; † 13. Oktober 1795 in Pepperell, Massachusetts, USA) war ein amerikanischer Oberst im Amerikanischen Unabhängigkeitskrieg und befehligte die amerikanischen Rebellen in der Schlacht von Bunker Hill.

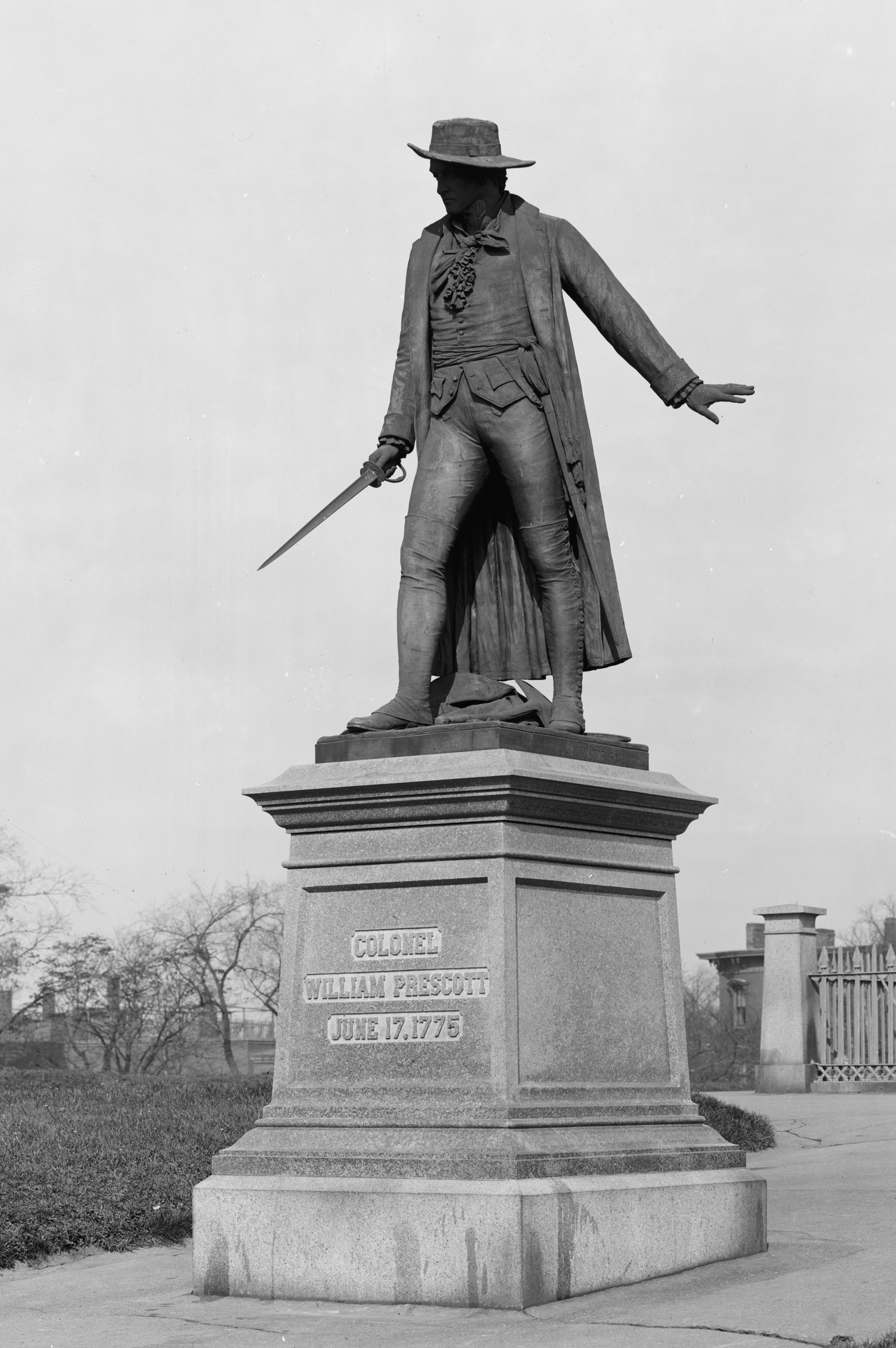
Statue von Oberst William Prescott in Charlestown (Massachusetts). Foto veröffentlicht zwischen 1900 und 1906.

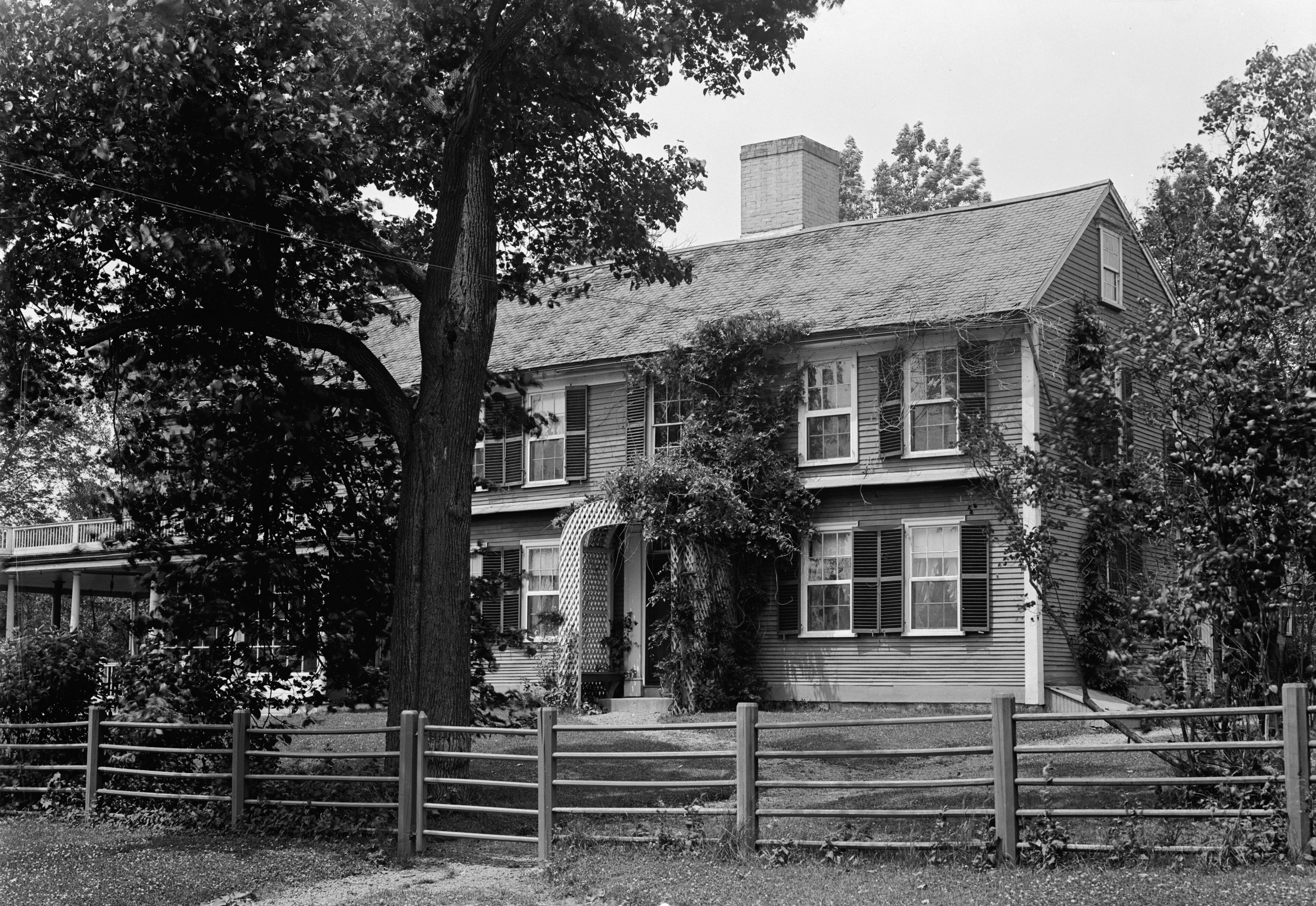
Oberst William Prescotts Haus in Pepperell, Middlesex County, Massachusetts. Außenansicht von Südosten. Aufgenommen am 18. Juni 1941.

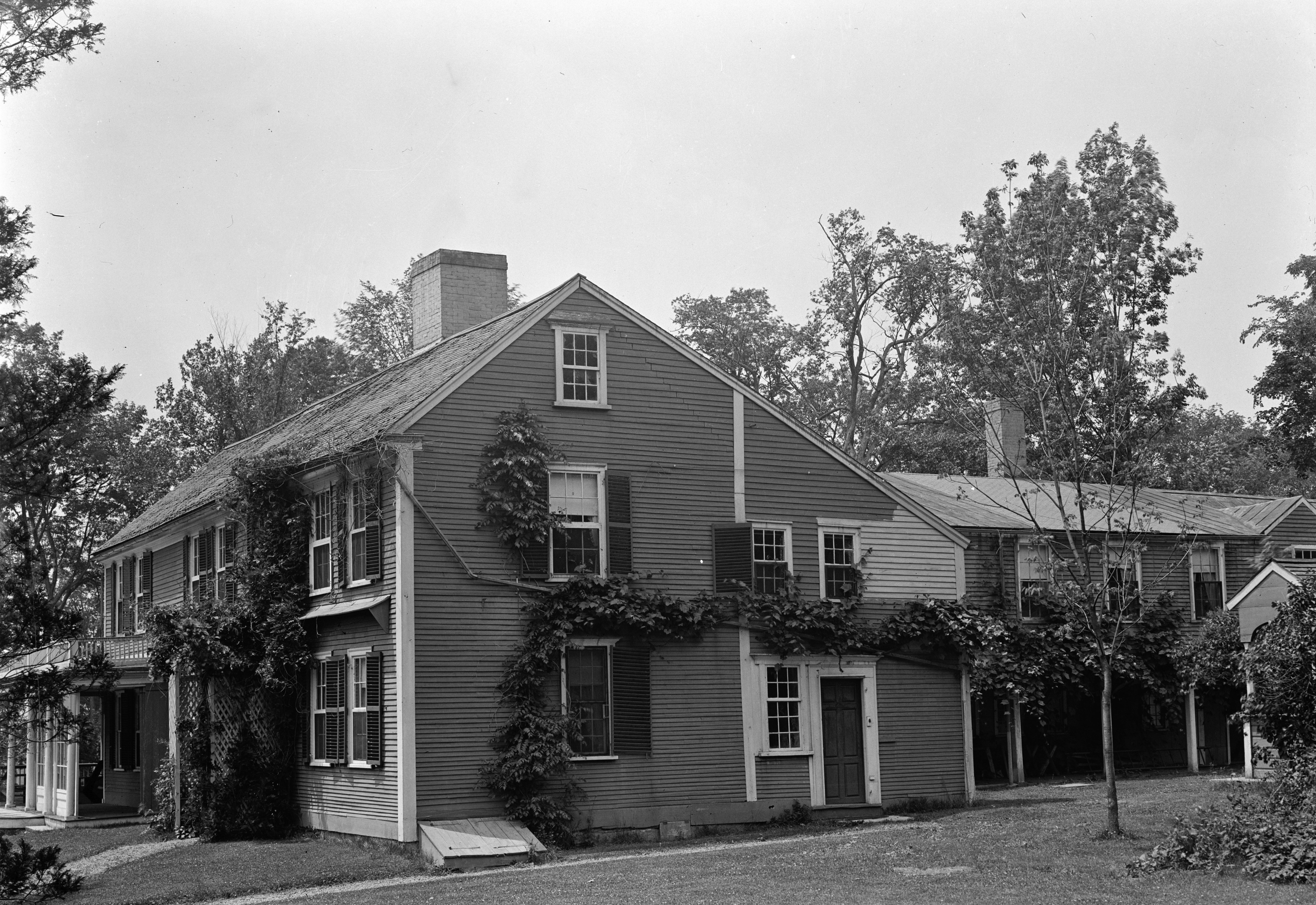
Oberst William Prescotts Haus in Pepperell, Middlesex County, Massachusetts. Außenansicht von Osten. Aufgenommen am 18. Juni 1941.

Er wurde als Sohn von Richter Benjamin Prescott (1696–1738) und Abigail Oliver Prescott (1697–1765) geboren.
Prescott erbte ein großes Landgut und ließ sich in Pepperell in Massachusetts nieder. 1755 diente er erfolgreich als Leutnant und Hauptmann in der Provinzialarmee unter General John Winslow während des Feldzuges gegen Neuschottland. Seine Führungsqualitäten in diesem Feldzug erregten die Aufmerksamkeit des britischen Generals und dieser bot ihm einen Stellung in der regulären Armee an. Er lehnte jedoch ab und kehrte nach dem Krieg auf seinen Landbesitz in Pepperell zurück.
Am 13. April 1758 heiratete er Abigail Hale (1733–1821), mit der er 1762 einen Sohn namens William Prescott bekam.
1774 wurde ihm das Kommando eines Miliz-Regimentes angeboten, mit dem er am 19. April 1775 nach Lexington marschierte, um gegen die Militär-Expedition zu kämpfen, die von General Thomas Gage ausgesandt worden war. Bevor Prescott eintraf, hatten sich die Briten bereits zurückgezogen, deswegen zog er nach Cambridge weiter, wo er der Provinzialarmee beitrat, genau wie das Gros seiner Offiziere und Männer, um mit ihm während seines ersten Feldzuges zu dienen. Am 16. Juni 1775 wurde er mit 1.000 Mann nach Charlestown (Massachusetts) befohlen und angewiesen, die Befestigungsarbeiten auf dem Bunker Hill auszuführen. Als er auf dem Platz ankam, wurde klar, dass die benachbarte Erhebung, Breed’s Hill, besser geeignet war. Also wurden dort während der Nacht die Befestigungen, bestehend aus einer Schanze und einer Brustwehr, errichtet. Am folgenden Tag attackierte eine große britische Streitmacht unter dem Befehl von General William Howe die Amerikaner und vertrieb sie, nachdem zwei Angriffe zurückgeschlagen und den Amerikanern die Munition ausgegangen war. Nach der Schlacht von Bunker Hill, deren Bedeutung in der Demonstration der Tatsache lag, dass eine Provinzialarmee regulären britischen Truppen widerstehen kann, sagte Oberst Ebenezer Bancroft (1738–1827), dass „niemand außer Oberst Prescott das Kommando zu haben schien,“ und dass „seine Tapferkeit niemals überschätzt und zu sehr gewürdigt werden könnte.“ Er war einer der letzten, die die Befestigungen verließen.
Neben der Schlacht von Bunker Hill hat Prescott auch im Franzosen- und Indianerkrieg gedient und aktiv an der Schlacht um New York City 1776 und dem Saratoga-Feldzug 1776 teilgenommen.
Sein Enkel William H. Prescott war ein bekannter Historiker und Autor.